# Ем Ес Ен Би Си
„Ем Ес Ен Би Си“ (на английски: MSNBC) е американски кабелен телевизионен канал, достъпен в САЩ, Канада, Южна Африка и Близкия изток. Названието на канала произлиза от сливането на две абревиатури: Microsoft и National Broadcasting Company.
Каналът „Ем Ес Ен Би Си“ е основан през 1996 г., съвместно от компаниите „Майкрософт“ и „Ен Би Си“, принадлежащо на „Комкаст“ (днес „Ен Би Си Юнивърсъл“). Въпреки че в началото „Майкрософт“ и „Ен Би Си“ притежават равни части от канала („Майкрософт“ е плаща 221 млн. долара за пакет от 50%), на 23 декември 2005 г. „Ен Би Си Юнивърсъл“ изкупува по-голямата част от акциите, оставяйки „Майкрософт“ с 18%, а още по-късно частта на „Майкрософт“ пада до 0%.
„Ем Ес Ен Би Си“ има същото лого като на нейните свързани канали „Ен Би Си“, „Си Ен Би Си“, „Ен Би Си Спортс Нетуърк“ и „Шом Ен Би Си“. Каналът е достъпен за 78 млн. жители в САЩ.